# 음성휴게소
음성휴게소(陰城休憩所, Eumseong Service Area)는 충청북도 음성군 삼성동에 위치한 중부고속도로의 휴게소이다. 양방향 모두 휴게소가 존재한다.

## 시설
- 화장실
- 매점
- 현금 자동 입출금기
- 주차장
- 주유소:EX-OIL
- LPG 충전소:E1
- 전기차충전소
- 수소충전소

## 전후
- 음성나들목 → 음성휴게소 → 일죽나들목
- 오창휴게소 → 음성휴게소 → 마장프리미엄휴게소

## 다음 휴게소
상행선
- 중부고속도로 하남방향: 마장프리미엄휴게소 29km
- 영동고속도로 인천방향: 덕평자연휴게소 28km
- 영동고속도로 강릉방향: 여주휴게소 37km

하행선
- 중부고속도로 청주방향: 오창휴게소 32km
- 평택제천고속도로 평택방향: 안성맞춤휴게소 28km
- 평택제천고속도로 제천방향: 금왕휴게소 20km